# Roland Vrabec
Roland Vrabec [ˈvra.bɛt͡s] (* 6. März 1974 in Frankfurt am Main) ist ein deutscher Fußballtrainer.

## Leben
Vrabec spielte als Jugendlicher beim Frankfurter Stadtteilverein SpVgg 05 Oberrad und als Senior im Amateurstatus bei SG Croatia Frankfurt. Mit seinem Verein spielte er in der damaligen Landesliga Hessen-Süd und der damaligen Oberliga Hessen. Bereits mit 26 Jahren beendete er seine aktive Laufbahn, um sich seiner weiteren Ausbildung als Sportwissenschaftler mit den Schwerpunkten Sportmedizin und Trainingslehre/Trainingswissenschaft zu widmen. Vrabec studierte ab 2000 am Institut für Psychologie und Sportwissenschaften (IFS) der Goethe-Universität in Frankfurt. Den Abschluss der Ausbildung machte er an der Hennes-Weisweiler-Akademie in Hennef.

## Trainer
Vrabecs bisherige Trainerstationen waren ab 2001 zunächst der Jugendbereich des FSV Frankfurt, des 1. FSV Mainz 05 und eine Assistenz im Seniorenbereich beim 1. FC Lokomotive Leipzig (2012 bis 2013). Von 2011 bis 2013 war er Co-Trainer der U-18 Mannschaften beim DFB in Zusammenarbeit mit Christian Ziege und Horst Hrubesch.
Ab Sommer 2013 arbeitete er als Co-Trainer des FC St. Pauli. Am 6. November 2013 wechselte er als ehemaliger Assistenzcoach an der Seite von Michael Frontzeck nach dessen Beurlaubung in die Rolle des Cheftrainers beim FC St. Pauli. Er sollte die Mannschaft in der 2. Fußball-Bundesliga zunächst bis zur Winterpause der Saison 2013/14 führen. Dies galt als steile Trainerkarriere eines „namenlosen“ Spielers und Trainers im deutschen Profifußball und war der Philosophie und der finanziellen Planung des Vereins FC St. Pauli geschuldet. Zu Beginn der Winterpause 2013/14 verlängerte er seine Vertragslaufzeit als Cheftrainer bis zum 30. Juni 2015. Nach schwachem Start der Mannschaft in die Saison 2014/15 wurde er am 3. September 2014 als Trainer des FC St. Pauli beurlaubt.
Im Januar 2015 wurde Vrabec Co-Trainer von Markus Babbel beim FC Luzern in der Schweizer Super League. Am 22. Februar 2016 wurde er beim FC Luzern per sofort freigestellt. Zur Saison 2016/17 wurde er neuer Trainer beim Drittligisten FSV Frankfurt.
An seinem 43. Geburtstag stellte der FSV Frankfurt ihn per sofort frei. Rund zwei Wochen später wurde er vom FC Vaduz verpflichtet. Anfang September 2018 wurde sein Vertrag aufgelöst.
Am 12. Juni 2019 wurde Vrabec als neuer Trainer von Progrès Niederkorn vorgestellt. Vrabec führte das Team in seiner ersten Saison, die aufgrund der COVID-19-Pandemie im März 2020 zunächst unter- und später abgebrochen wurde, auf den zweiten Tabellenrang. In der UEFA Europa League 2020/21 gelang gegen den montenegrinischen Vertreter FK Zeta Golubovci in der ersten Qualifikationsrunde ein 3:0-Sieg, bevor man gegen Willem II Tilburg mit 0:5 unterlag. In der Liga holte das Team derweil zu Beginn der Saison 2020/21 aus sieben Partien lediglich sieben Punkte, woraufhin sich der Verein im November 2020 von Vrabec trennte.
Am 11. August 2021 wurde er Trainer des dänischen Zweitligisten Esbjerg fB. wo er aber bereits im März 2022 entlassen und durch Rafael van der Vaart ersetzt wurde. Der Regionalligist Greifswalder FC gab am 2. Februar 2023 Vrabecs Verpflichtung zur Saison 2023/24 bekannt. Aufgrund der sportlichen Entwicklung hat sich der Greifswalder FC Ende April 2023 mit sofortiger Wirkung von Roland Vrabec getrennt.
Im November 2023 unterschrieb Vrabec beim amtierenden luxemburgischen Meister Swift Hesperingen einen bis Saisonende gültigen Vertrag. Dieser wurde nach dem verloren Pokalfinale sowie der Vizemeisterschaft jedoch nicht mehr verlängert.

## Erfolge als Trainer
FC Vaduz
- Liechtensteiner Pokalsieger: 2017, 2018